# Hoplolatilus
Hoplolatilus es un género de pez de mar de la familia Malacanthidae.

## Especies
- Hoplolatilus chlupatyi Klausewitz, McCosker, Randall & Zetzsche, 1978
- Hoplolatilus cuniculus Randall & Dooley, 1974
- Hoplolatilus erdmanni Allen, 2007
- Hoplolatilus fourmanoiri Smith, 1964
- Hoplolatilus fronticinctus (Günther, 1887)
- Hoplolatilus geo Fricke & Kacher, 1982
- Hoplolatilus luteus Allen & Kuiter, 1989
- Hoplolatilus marcosi Burgess, 1978
- Hoplolatilus oreni (Clark & Ben-Tuvia, 1973)
- Hoplolatilus pohle Earle & Pyle, 1997
- Hoplolatilus purpureus Burgess, 1978
- Hoplolatilus randalli Allen, Erdmann & Hamilton, 2010
- Hoplolatilus starcki Randall & Dooley, 1974